# The Evil Sag
The Evil Sag è un cortometraggio muto del 1917 diretto da Otis Thayer. Prodotto dalla Selig Polyscope Company, aveva come interpreti Casson Ferguson, James F. Fulton, Edgar Murray Jr.

## Produzione
Il film fu prodotto dalla Selig Polyscope Company.

## Distribuzione
Distribuito dalla General Film Company, il film - un cortometraggio in due bobine - uscì nelle sale cinematografiche statunitensi nel maggio 1917.